# Freyung-Grafenau
Freyung-Grafenau là một huyện ở bang Bayern, Đức. Huyện này giáp các huyện (từ phía nam theo chiều kim đồng hồ): Passau, Deggendorf và Regen, and by the Cộng hòa Séc.
Huyện đã được lập năm 1972 thông qua việc sáp nhập các huyện cũ Grafenau và Wolfstein. Freyung-Grafenau là huyện cực đông bang Bayern. Huyện nằm về phía của rừng Bayern và có một phần thuộc vườn quốc gia Bayern. Nguồn sông Ilz nằm ở huyện này.

## Thị xã và đô thị
| Thị xã                                | Đô thị | |
| ------------------------------------- | --- | --- |
| 1. Freyung 2. Grafenau 3. Waldkirchen | 1. Eppenschlag 2. Fürsteneck 3. Grainet 4. Haidmühle 5. Hinterschmiding 6. Hohenau 7. Innernzell 8. Jandelsbrunn 9. Mauth 10. Neureichenau 11. Neuschönau | 1. Perlesreut 2. Philippsreut 3. Ringelai 4. Röhrnbach 5. Saldenburg 6. Sankt Oswald-Riedlhütte 7. Schöfweg 8. Schönberg 9. Spiegelau 10. Thurmansbang 11. Zenting |